# とこなめ陶の森
とこなめ陶の森（とこなめとうのもり、英文名称：Tokoname Tounomori）は、愛知県常滑市にある文化施設。
常滑焼を中心とした地域資料の収集・保管・研究を目的とした「資料館」と、常滑焼のつくり手の育成と支援を行う「陶芸研究所・研修工房」から構成される。隣接する常滑市民俗資料館と常滑市立陶芸研究所を統合する形で、2012年（平成24年）に開館した。

## 歴史

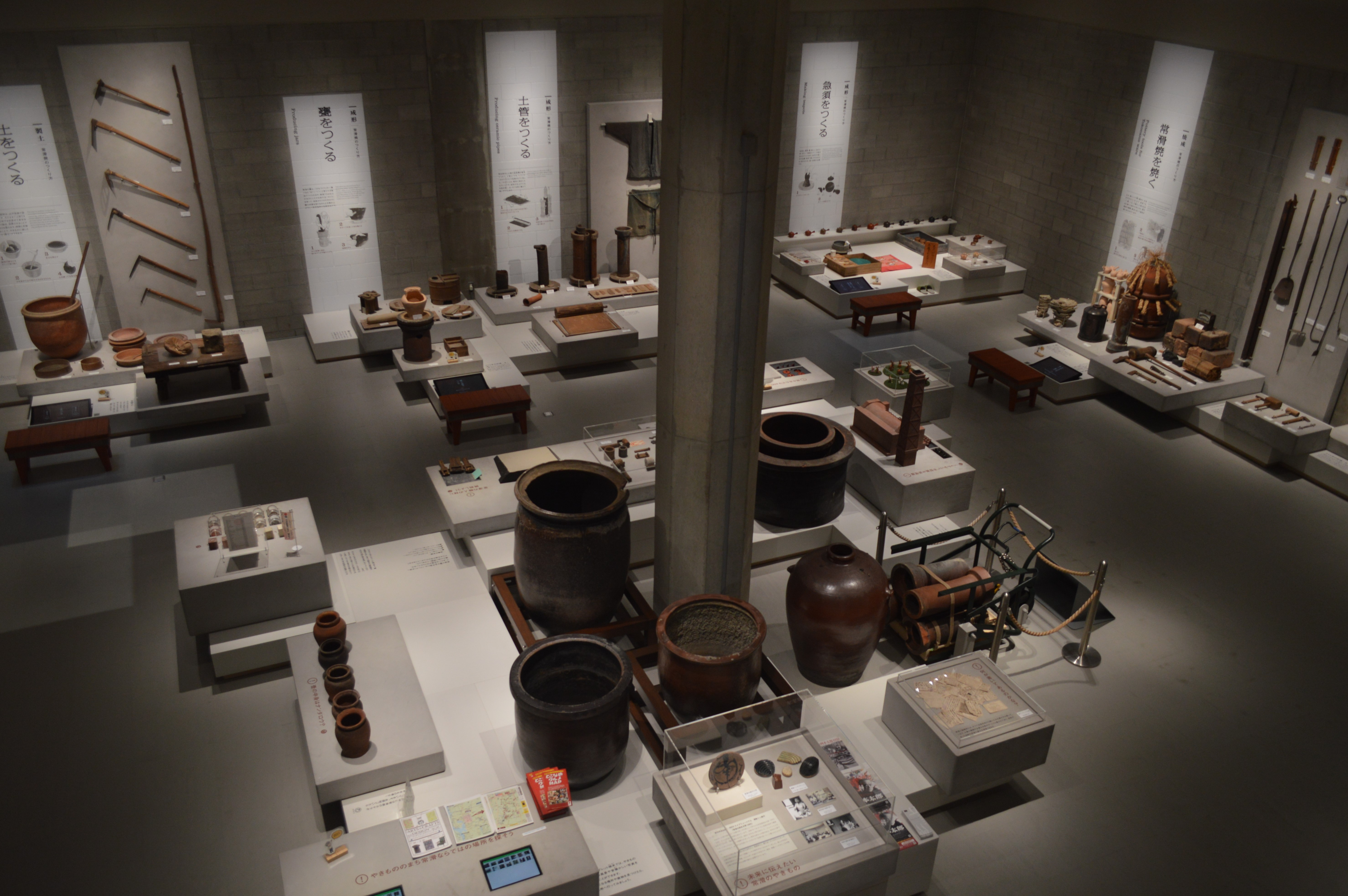
資料館の館内

1961年（昭和36年）10月、伊奈製陶株式会社（現、株式会社LIXIL）の創業者伊奈長三郎が常滑市に寄付した同社株式15万株を原資として、常滑市立陶芸研究所が開設された。当時、常滑の陶磁器生産は土管や衛生陶器をはじめとした工業製品としての「陶業」が中心であり、一点物や芸術表現としての「陶芸」は盛んでなかった。陶芸研究所の設立にあたり、伊奈長三郎は「陶業の振興は、陶芸の土台になる。陶芸における美と技の目的は、陶業につながる」と述べ、陶業と陶芸双方の相乗効果による地域振興を意図したとされる。顧問には同市出身の哲学者谷川徹三が就任し、「古常滑」の展示・研究のほか、若手陶芸家を技術吏員として採用することで、その育成を行った。
1983年（昭和58年）からは、陶芸家を志す若者を対象に、地元の職人・作家を講師とする研修生事業を開始している。また、1981年（昭和56年）4月、国の重要有形民俗文化財である「常滑の陶器の生産用具及び製品」の収蔵・展示を目的に、隣接する敷地に常滑市民俗資料館が開館した。
2012年（平成24年）、「常滑焼の振興と伝承」及び「やきもの文化の創造と発信」 を一体的に実施することを目的に両施設を統合し、とこなめ陶の森が設置された。それに伴い、常滑市民俗資料館は「とこなめ陶の森資料館」に、常滑市立陶芸研究所は「とこなめ陶の森陶芸研究所」に、それぞれ改称されている。
2020年（令和2年）6月、資料館は耐震補強及び展示リニューアルを行うため休館に入った。2021年（令和3年）10月16日にリニューアルオープンした。2023年（令和5年）、陶芸研究所の本館と正門について登録有形文化財への登録が答申された。

## 建築

### 陶芸研究所（旧常滑市立陶芸研究所本館）
1961年（昭和36年）竣工の陶芸研究所（旧 常滑市立陶芸研究所本館）は、2015年（平成27年）にDOCOMOMO JAPAN選定 日本におけるモダン・ムーブメントの建築に選ばれるなど、日本の近代建築史における歴史的・文化的価値が認められている。
設計は日本の近代建築を代表する建築家の一人で、茶室の研究でも知られる堀口捨己。構造は、地下1階・地上2階建の鉄筋コンクリート造である。内部には吊り階段や茶室などの数寄の意匠や、2 階の和室と竹縁から古の窯跡につながっていく借景など、作陶の歴史と和の精神を緻密に組み入れており、古常滑を中心とした陶磁器の鑑賞と茶の湯を体現する空間として設計されている。また、展示室は採光窓のモールガラスから入る光を屋根裏に反射させることで、自然光が一日を通して平均して入るように計算されている。
外観の特徴としては、グラデーション状に配された紫系統のモザイクタイル、壁から3.5m張り出した庇、屋上から突き出したトップライト（天窓）が挙げられる。堀口は数寄屋造り等の伝統建築の美意識を範として、これらの要素を左右非対称に配置した。一方で、建材には当時の最新素材であったガラスブロックやプラスチックパネル、カラコンモザイクタイルなどが積極的に用いられており、「近代建築と伝統技法の融合」という堀口の設計思想を読み取ることができる。

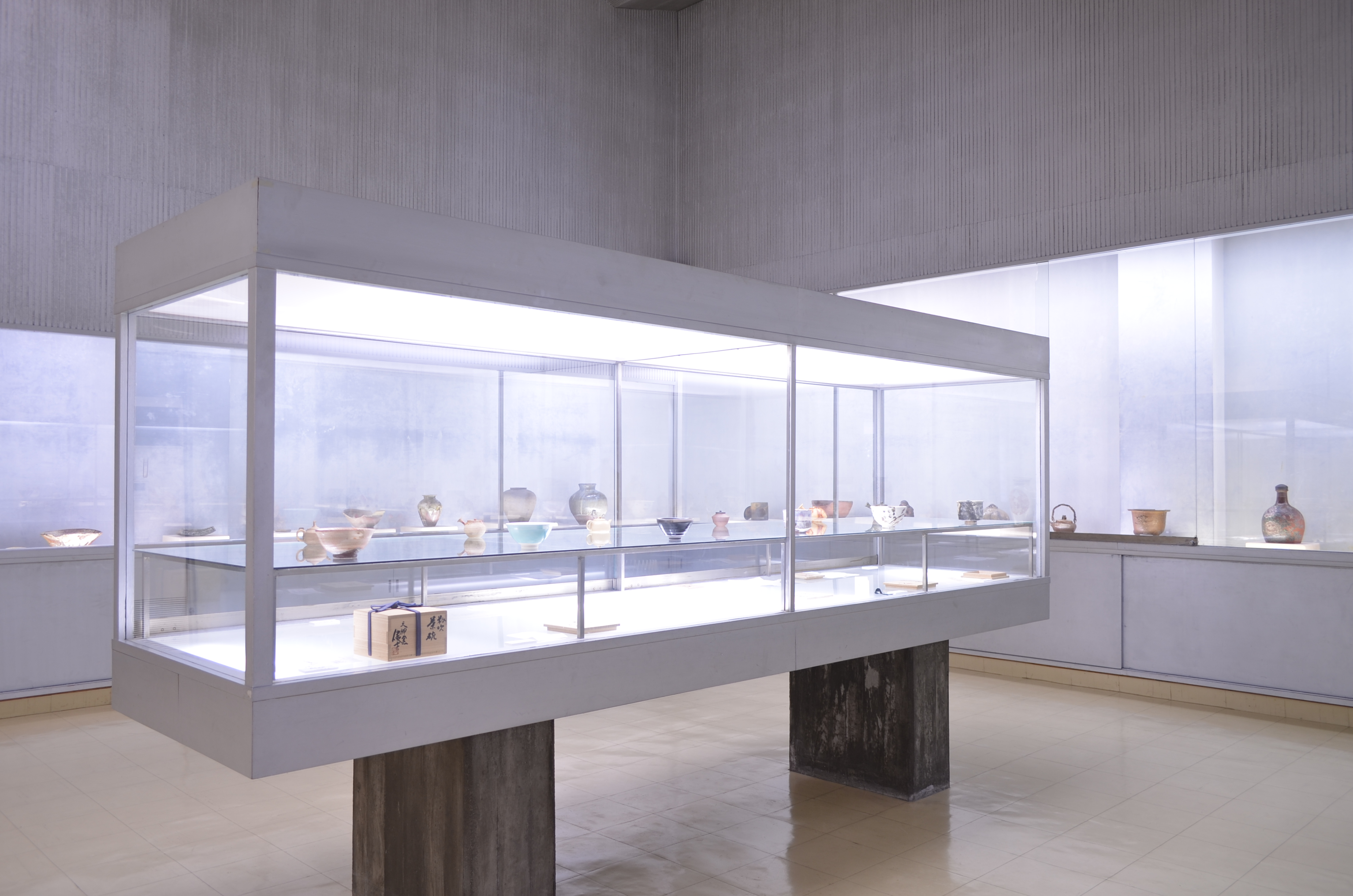
展示室
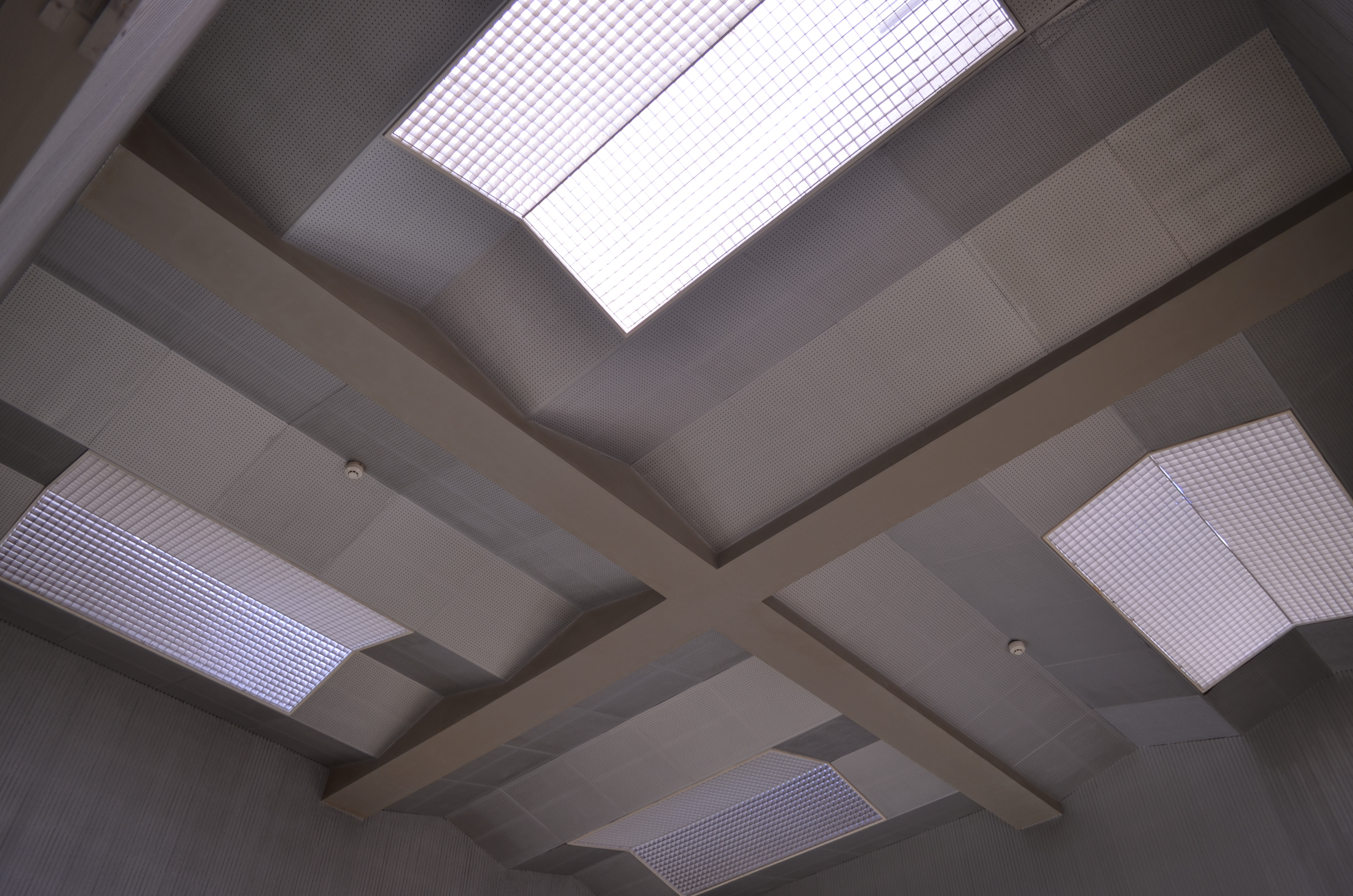
展示室の採光窓

## 研修生事業
陶芸家を志す満40歳未満の人を対象に、常滑で活動する職人・作家が講師として自身の技術・表現を指導することで、自ら新しい価値観を生み出し、社会で活躍する人材の育成を図る事業。募集人員は５名程度で、研修期間は2年間。1年目は焼き物の基礎技術を、２年目は応用技術の習得を図る。事業が開始した1983年から2018年までに163名の卒業生を送り出しており、その中には世界的に活躍する陶芸家もいる。

## 主な収蔵品

### 重要文化財（国指定）
絹本著色仏涅槃図（中之坊寺より寄託）
南宋時代（1127年-1279年）の寧波で製作され、日本にもたらされた渡来画の涅槃図。大野城主ゆかりの中之坊寺に伝えられ、平成5年に国の重要文化財に指定された。

### 重要有形民俗文化財（国指定）
常滑の陶器の生産用具及び製品（1,655点）
指定品は、常滑焼の生産が機械化される以前の用具（製土、成形、乾燥、施釉、窯入れ、焼成、窯出し、運搬の各工程）と窯業に関する衣服・信仰資料、平安時代から鎌倉時代にかけて生産された「古常滑」の大甕・壷・鉢・山茶碗、江戸時代から昭和戦前期頃にかけての「朱泥」「真焼」「藻掛け」の製品で構成される。

## 利用情報
- 開館時間：午前9時〜午後5時
- 休館日：月曜日（祝日の場合は翌日休み）、年末年始
- 入館料：無料
- 所在地：〒479-0821 愛知県常滑市瀬木町４丁目203番地

## 交通アクセス
- 名鉄常滑線 常滑駅から徒歩で約30分。
- 常滑駅、中部国際空港から知多バス「知多半田駅」行き、「奥栄町」バス停下車、徒歩で約7分。
- 知多横断道路（セントレアライン） 常滑ICから車で約6分。

## 周辺情報
- INAXライブミュージアム
- やきもの散歩道

### 所蔵物
- 常滑の陶器の生産用具・製品及び登窯 - 文化財オンライン
- 常滑の陶器の生産用具・製品 - 日本遺産